# Thelypteris frigida
Thelypteris frigida är en kärrbräkenväxtart som först beskrevs av Hermann Christ och fick sitt nu gällande namn av Alan Reid Smith och David Bruce Lellinger. Thelypteris frigida ingår i släktet Thelypteris och familjen Thelypteridaceae. Inga underarter finns listade.